# Озёрный (Рязанская область)
Озёрный — посёлок сельского типа в России, расположен в Касимовском районе Рязанской области. Входит в состав Булгаковского сельского поселения.

## Географическое положение
Посёлок Озёрный расположен на реке Сынтулка примерно в 15 км к северу от центра города Касимова. Ближайшие населённые пункты — деревня Пахомово к северу, деревня Кондраково к югу и посёлок Гусь-Железный к западу.

## История
В конце XIX, начале XX в. на месте посёлка находилась Уваровская дача (от старого названия расположенной неподалеку деревни Чуликса — Уварово), принадлежавшая касимовскому купцу первой гильдии Сергею Леонтьевичу Салазкину. После его смерти в 1909 г. дачу унаследовал его сын, Сергей Сергеевич Салазкин, доктор медицины, профессор Санкт-Петербургского женского медицинского института. Дача состояла из двух домов (одно- и двухэтажного) и хозяйственных построек.
После революции дача была разрушена, несмотря на то что С. С. Салазкин, человек демократических взглядов и бывший народоволец, предлагал использовать её для школы или больницы.
На месте дачи была организована лесозаготовительная контора топливного и лесопромышленного треста «Москвотоп», занимавшаяся заготовкой дров для Москвы. В 1947 г. посёлок Москвотоп был переименован в Озёрный из-за того, что в его окрестностях было много небольших озёр.
В посёлке был открыт лесопункт от Бельковского лесокомбината и пилоцех (в 90-е годы ликвидированы).

## Население
| 2010 |
| ---- |
| 167  |

## Улицы
Уличная сеть посёлка состоит из двух улиц (Зелёная и Школьная).

## Транспорт и связь
Посёлок соединён с райцентром автомобильной дорогой с регулярным автобусным сообщением.
Посёлок обслуживает сельское отделение почтовой связи Мимишкино (индекс 391337).